# Das Koolies
Das Koolies je velšská hudební skupina, založená v roce 2019. Tvoří ji čtyři členové Super Furry Animals: Huw Bunford (kytara, zpěv), Guto Pryce (baskytara), Cian Ciarán (klávesy, zpěv) a Dafydd Ieuan (bicí, zpěv), tedy kromě frontmana Gruffa Rhyse, který se soustředí na vlastní kariéru, všichni členové SFA. Svůj první singl „It's All About the Dolphins“ (s písni „100%“ na straně B) vydali v lednu 2020 ve vydavatelství Strangetown Records. V březnu 2023 kapele vyšlo čtyřpísňové extended play The Condemned. První plnohodnotné album DK.01 následovalo v září téhož roku. V květnu 2025 kapela vydala své druhé album Pando.

## Diskografie

### Alba
- DK.01 (2023)
- Pando (2025)

### EP
- The Condemned (2023)

### Singly
- „It's All About the Dolphins“ / „100%“ (2020)